# Federación Argentina de Lesbianas, Gays, Bisexuales y Trans
La Federación Argentina de Lesbianas, Gays, Bisexuales y Trans (FALGBT) es una organización no gubernamental, sin fines de lucro,  y parte central de las organizaciones LGBT de Argentina. Fundada por cinco organizaciones en 2005, (La Fulana, Fundación Buenos Aires SIDA, NEXO, ATTTA y VOX Asociación Civil) durante el Encuentro LGBT de Rosario y reúne actualmente a más de 150 organizaciones de todo el país. Miembro de ILGA desde 2006. Desde su fundación, fue presidida por María Rachid, Esteban Paulón, Marcela Romero, actualmente la preside la Dra. Flavia Massenzio.

## Ley de matrimonio igualitario

### Fallos judiciales
Desde 2007 fueron presentados acciones de amparo en la Justicia, reclamando que se declare la inconstitucionalidad de los artículos del Código Civil que impiden el ejercicio del derecho al matrimonio a las parejas formadas por personas del mismo sexo.
El primer amparo fue presentado por María Rachid, presidenta de la Federación Argentina de Lesbianas, Gays, Bisexuales y Trans (FALGBT), junto con su pareja Claudia Castro. La demanda fue elevada por recurso extraordinario a la Corte Suprema de Justicia de la Nación, quien se pronunciaría a favor del mismo, aunque no debió dictar fallo al aprobarse en el Congreso la reforma del Código Civil...
El 13 de noviembre de 2009, la jueza Gabriela Seijas de la Ciudad Autónoma de Buenos Aires declaró inconstitucionales los artículos 172 y 188 del Código Civil, en cuanto limitaban el matrimonio a personas de distinto sexo, y permitió que los peticionantes Alex Freyre y José María Di Bello pudieran casarse.
La pareja obtuvo el turno para que se realice el matrimonio el día 1 de diciembre, de fuerte simbolismo ya que se trata del Día Mundial de la Lucha contra el Sida, en un Registro Civil del barrio porteño de Palermo. Pero, en el mismo día, la jueza del Juzgado Nacional en lo Civil Martha Gómez Alsina decidió dar lugar a una apelación realizada por la Corporación de Abogados Católicos, suspendiendo el amparo. Ese día se presentaron los novios junto a manifestantes en el Registro Civil y se realizó una conferencia de prensa. Durante la jornada, las autoridades del Registro Civil debatieron cuál de los dos fallos acatar y, junto con el Gobierno de la Ciudad, se definieron por suspender la boda.
Sin embargo, el 28 de diciembre de 2009 a las 16:30, el primer matrimonio civil entre personas del mismo sexo de Latinoamérica y el Caribe pudo ser realizado, en la ciudad de Ushuaia en Tierra del Fuego. La ceremonia entre Alex Freyre y José María Di Bello fue posible gracias al decreto 2996/09 emitido por la gobernadora de la provincia Fabiana Ríos, quien acató el fallo de inconstitucionalidad de los artículos 172 y 188 del Código Civil emitido por la Jueza Gabriela Seijas.
Los preparativos y acciones legales, así como la radicación de los contrayentes en la ciudad de Ushuaia, se hizo con la mayor discreción posible para evitar que agrupaciones ultraconservadoras llevaran a cabo acciones legales para impedir la ceremonia.
Sectores conservadores, como el representante de la Corporación de Abogados Católicos, Eduardo Sambrizzi, Monseñor Carlos Romanín (obispo de la ciudad de Río Gallegos) y el abogado Pedro Andereggen, opinaron que la ceremonia era nula.
El 22 de febrero de 2010, la jueza de la Ciudad Autónoma de Buenos Aires Elena Liberatori, hizo lugar a la demanda presentado por Damián Ariel Bernath y Jorge Esteban Salazar Capón, para que se lleve a cabo su matrimonio en el Registro Civil de dicha ciudad.

El cardenal Bergoglio del Arzobispado de Buenos Aires así como la Corporación de Abogados Católicos impulsaron la apelación del fallo, y María del Carmen Gioco, fiscal en lo Contencioso Administrativo y Tributario de la Ciudad, anunció que apelaría la sentencia de la jueza Elena Liberatori. El recurso interpuesto por la fiscal fue rechazado por improcedente, por lo que finalmente el matrimonio se celebró el 3 de marzo de 2010, siendo el primer matrimonio entre personas del mismo sexo realizado en la Ciudad de Buenos Aires y segundo celebrado en Argentina.
El 9 de abril de 2010, se celebró el primer matrimonio lésbico de Argentina y tercer matrimonio entre personas del mismo sexo, entre Norma y Ramona, ambas de 67 años de edad, quienes llevaban una relación de más de 30 años. La ceremonia se realizó en un Registro Civil de la Ciudad Autónoma de Buenos Aires
El cuarto matrimonio habilitado judicialmente fue el de Carlos Álvarez y Martín Canevaro, el 15 de abril de 2010.
El quinto matrimonio fue entre un ciudadano francés, Gilles Grall; y Alejandro Luna, el 30 de abril de 2010 en la Ciudad Autónoma de Buenos Aires.
Se celebraron por esta vía en total 9 matrimonios: el 6.º, entre Alberto Fernández y Matías Méndez; el 7.º, entre Verónica Dessio y Carolina Pérez, el primero en la Provincia de Buenos Aires; el 8.º, entre Diego de Jesús Arias y Leonardo Miguel De Santo; y el 9.º entre Antonio Báez y Alejandro González, mientras se producía el debate de la ley.

### La nueva ley

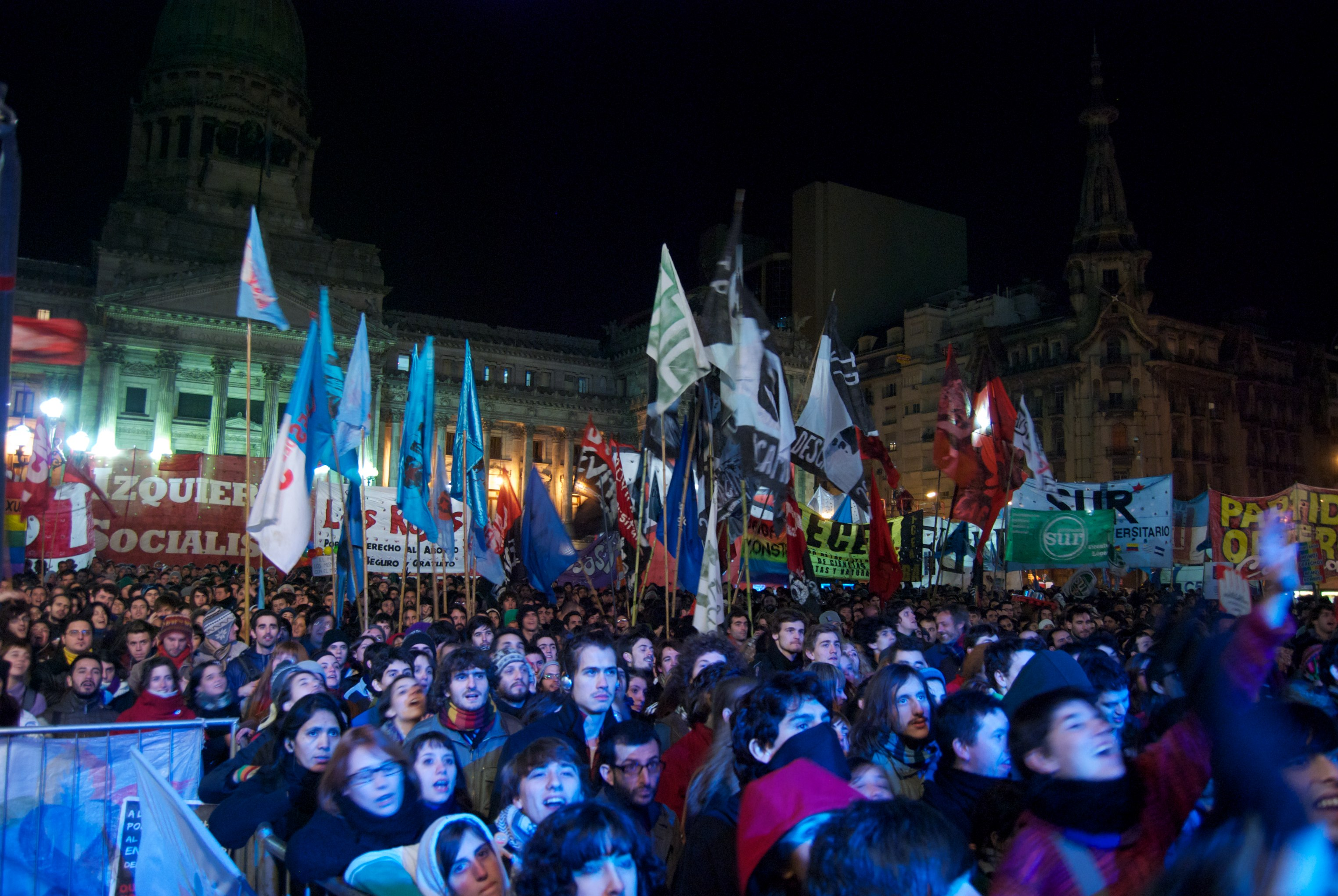
Vigilia a favor de la ley en la madrugada del 15 de julio de 2010.

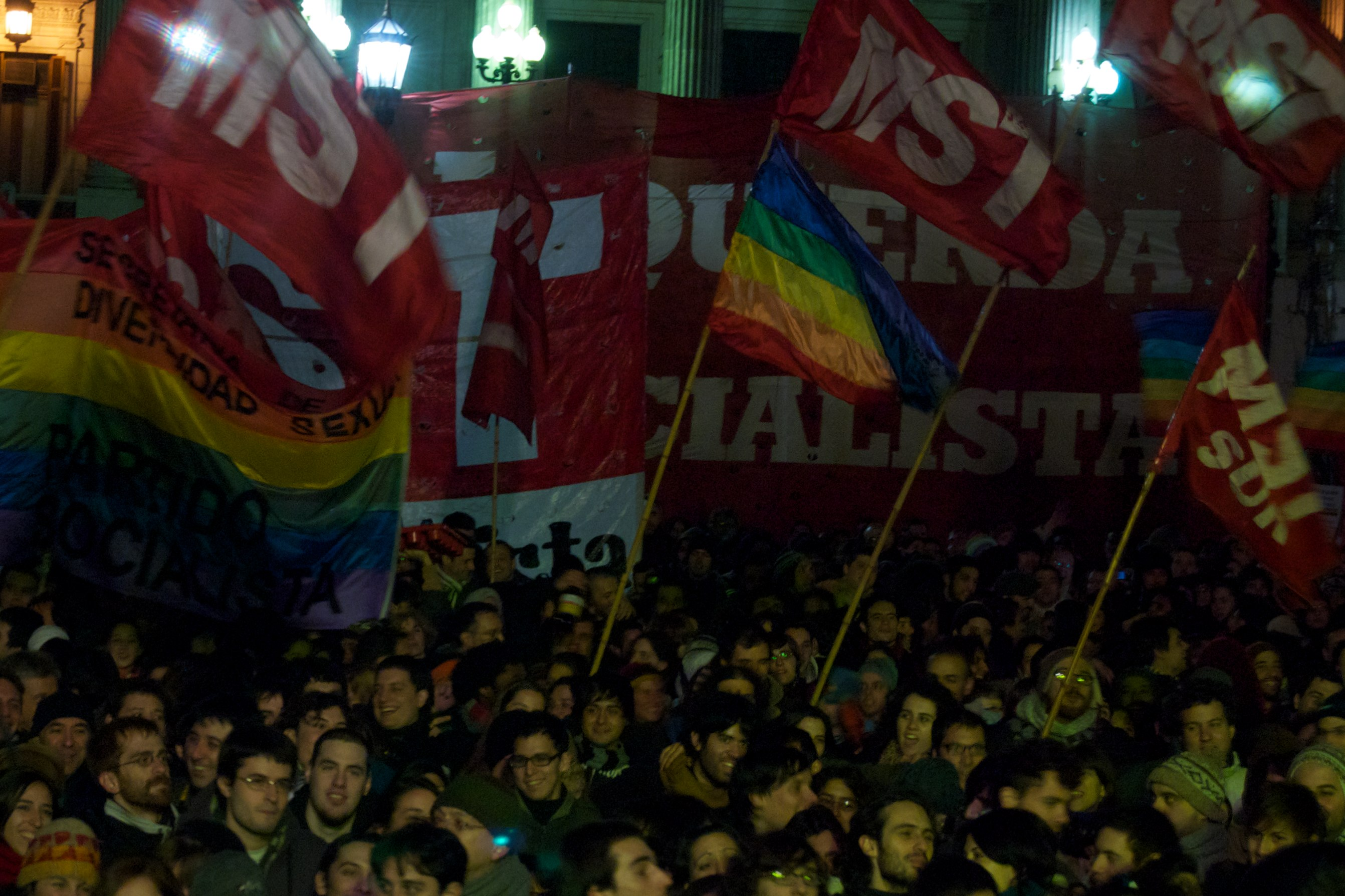
Miles de activistas y simpatizantes se congregaron frente al Congreso Nacional para apoyar la sanción del Senado.

La ley aprobada es una modificación de algunos artículos del Código Civil en su Libro I, Sección Segunda "De los derechos en las relaciones de familia", del Libro II, Sección Tercera, Título II, "De la sociedad conyugal" y de otras secciones del Código.
El cambio más importante se dio sobre el artículo 172, que definía al matrimonio entre "hombre y mujer". A partir de esta ley se reemplazó por "contrayentes" y se agregó: "El matrimonio tendrá los mismos requisitos y efectos, con independencia de que los contrayentes sean del mismo o de diferente sexo."
Esto implica también la adopción, ya que el artículo 312, que reza "Nadie puede ser adoptado por más de una persona simultáneamente, salvo que los adoptantes sean cónyuges" no se modifica. En el artículo 326, que trata sobre el apellido de los hijos adoptivos, hace una aclaración para cuando se trata de padres de distinto o de mismo sexo.
También se modificaron artículos de la ley 26.413 sobre inscripción de nacimientos, y la 18.248 sobre los nombres y apellidos de las personas.
La nueva ley fue promulgada por la presidenta argentina Cristina Fernández de Kirchner en un acto realizado en Casa Rosada, del que participaron representantes de las organizaciones LGBT.

## Ley de identidad de género
Desde 2007 la FALGBT y ATTTA impulsan propuestas legislativas que garanticen a travestis, transexuales y transgéneros el derecho a la identidad y el derecho a la atención integral de la salud.
El 8 de noviembre de 2011 las comisiones de Legislación General y de Justicia del Congreso de la Nación aprobaron el despacho de la ley para su posterior tratamiento en el recinto.
El 1 de diciembre de 2011 la Cámara de Diputados de la Nación aprobó por 167 votos a favor, 17 en contra y 7 abstencionas el proyecto de ley de identidad de género.
Finalmente y por 55 votos a favor y una abstención el Senado de la Nación Argentina aprobó la Ley de identidad de género argentina, una de las leyes más avanzadas del mundo en cuanto a libertades y derechos para el colectivo LGBT. La ley fue promulgada por el decreto N° 773/2012 del Poder Ejecutivo Nacional el 24 de mayo de 2012 y lleva el número 26.743.

### Amparos por la identidad
Con casi idéntica estrategia con que la FALGTB logró la aprobación de la llamada "ley de matrimonio igualitario" se han impulsado ante los Tribunales en lo Contencioso Administrativo y Tributario de la Ciudad de Buenos Aires varios juicios de amparo con la finalidad de que se ordene la modificación registral de sexo y nombre a las personas trans. El primero de esos fallos le correspondió a la actriz y vedette transexual Florencia de la V, quien recibió su DNI con su nueva identidad de manos del Jefe de Gabinete de Ministros Aníbal Fernández y del Ministro del Interior Florencio Randazzo en la Casa de Gobierno.

## Organizaciones integrantes de la FALGBT
- La Fulana – Centro comunitario de mujeres lesbianas y bisexuales
- Nexo Asociación Civil
- Asociación Siempre Diversidad Argentina (Hernan Behrens)
- ATTTA – Asociación Travestis Transexuales Transgénero Argentina (red de filiales en todas las provincias argentinas)
- Asociación Civil Siete Colores
- Área Queer – facultad de Filosofía y Letras de la UBA
- CEGLA – Cristianos y evangélicos gays y lesbianas de Argentina
- Cuadernos de existencia lesbiana
- Asociación Civil Globa Diversidad – Gays y lesbianas del oeste del Gran Buenos Aires
- Grupo Otras Ovejas
- Asociación Civil Puerta Abierta (Ciudad de Buenos Aires)
- AEqualis Cultura Diversa (Provincia de San Juan)
- Club de Osos de Buenos Aires
- GAPEF (Gays Apasionados por el Fútbol)
- Leather Club de Buenos Aires
- Grupo LGBT del Partido Socialista
- La Glorieta - Espacio LGBT (Provincia de San Juan)
- ADN - Asociación por los derechos del noroeste (Provincia de Tucumán)
- ALUDIS (Asociación en Lucha por la Diversidad Sexual) (Provincia de Salta)
- AMADI (Asociación Marplatense por los derechos a la Igualdad)
- Centro Cristiano GLTTB
- Collage Recreando Realidades (Provincia de San Luis)
- CHUBUT-DIVERSX (Provincia de Chubut)
- Colectivo Diverso Alta Gracia (Provincia de Córdoba)
- CCNE Comunidad Cristiana Nueva Esperanza (Ciudad de Buenos Aires)
- CEGLA Cristianos Evangélicos Gays y Lesbianas de Argentina
- CEL Cuadernos de Existencia Lesbiana
- DmasI Diversidad más Igualdad (Provincia de Mendoza)
- D.A.V.I.D (Diversidad del Alto Valle por la Igualdad de Derechos) (Provincias de Río Negro y del Neuquén)
- GTS (Grupo Transparencia Salteña) (Provincia de Salta)
- Grupo E.R.A.S. (Escuchamos Recuperamos Ayudamos Somos solidarios) (Provincia de Jujuy)
- IDENTIDAD (Provincia de Salta)
- IDENTIDAD LGBT GUALEGUAY (Provincia de Entre Ríos)
- IGUALDAD LGBT (Provincia de Salta)
- INTEGRACION LGBT Villa María (Provincia de Córdoba)
- JAG - Judíos Gays, Lesbianas, Bisexuales y Transexuales de la República Argentina
- KINSHIP ADVENTISTA DEL SÉPTIMO DÍA
- Tucumán Diverso (Provincia de Tucumán)
- UDISPA (Unión por la Diversidad Sexual de la Patagonia) (Provincia de Santa Cruz)
- Unidos Todos Asociación Civil (Rosario, Provincia de Santa Fe)
- RITTA (Red de Intersex Tansexuales y Transgéneros Argentina)
- Reacción LGBT (Neuquén)
- LGBT Chacabuco
- Mesa de Diversidad e Identidad de Géneros de la cordillera Chubutense (Provincia de Chubut)
- IDENTIDAD Argentina
- Lesbodramas
- Colectiva Generando Generxs (Bariloche, Río Negro).
- Mesa Provincial Permanente por los derechos del colectivo LGBTI+ ( Santa Cruz).
- Diversidad Calafate (Santa Cruz).
- Nueva Generación (Pico Truncado, Santa Cruz).
- Y sus secretarías: Secretaría de infancias y adolescencias trans y sus familias, Secretaría de Abordaje Integral de los Consumos Problemáticos, Secretaría de Salud Mental Integral, Secretaría de VIH e ITS, Secretaría de cultura, Secretaría de Deportes, Secretaría de Laicismo y Secretaría de Juventudes, Secretaría Jurídica, Secretaría de Prensa entre otras.